# Slag bij Antiochië (145 v.Chr.)
De Slag bij Antiochië of de Slag bij Oenoparus werd gestreden in 145 v.Chr. tussen een Egyptisch en een Seleucidisch leger. De Egyptenaren wonnen en Ptolemaeus VI van Egypte gooide Alexander Balas van de Seleucidische troon.

## Achtergrond
Alexander Balas werd in 152 v.Chr. een rivaal van de koning van het Seleucidische Rijk. Hij verzekerde zich van de hulp van de Judeërs door Jonathan Makkabeüs als hogepriester aan te stellen. Nu een bondgenoot van de Judeërs, kon hij Demetrius I Soter doden en de Seleucidische troon voor zichzelf nemen. Alexander Balas kreeg eerst hulp van Ptolemaeus VI en was getrouwd van zijn dochter, Cleopatra Thea, om een alliantie te smeden. Nadat hij de troon had bestegen, liet Alexander zich in in een leven van losbandigheid, waardoor hij de hulp van zijn onderdanen en Ptolemaeus verloor, en deze laatste begon in 145 v.Chr. een veldtocht in Syrië. Demetrius' zoon, Demetrius II Nicator, profiteerde van deze kans om de troon te heroveren en sloot zich aan bij Ptolemaeus tegen Alexander.

## De slag en gevolgen
Ptolemaeus viel Syrië binnen en kon ervoor zorgen dat de inwoners aanhangers werden van Demetrius II, ondertussen verliet Balas Cilicië en ging Syrië binnen, en plunderde het land rond Antiochië. Het leger van Ptolemaeus en Demetrius raakte slaags met dat van Alexander bij de Oenoparus rivier bij Antiochië. Het Ptolemaeische leger zegevierde omdat ze Balas op de vlucht konden jagen, maar Ptolemaeus werd dodelijk gewond toen zijn paard op hem viel, omdat het bang gemaakt was door het geluid van een olifant. Hij stierf echter niet onmiddellijk, want hij werd beschermd door zijn lijfwacht en werd naar Egypte gestuurd, waar hij enkele dagen geen Grieks meer kon spreken of begrijpen.
Balas vluchtte naar Nabatea, maar werd gedood door de Nabateïsche prins Zabdiel, die zijn hoofd afhakte om zo in de gunst van zijn vijanden te raken. Zijn hoofd werd afgeleverd aan de dodelijk gewonde Ptolemaeus, die kort daarna stierf.